# العلاقات الإكوادورية السعودية
العلاقات الإكوادورية السعودية هي العلاقات الثنائية التي تجمع بين الإكوادور والسعودية.

## مقارنة بين البلدين
هذه مقارنة عامة ومرجعية للدولتين:
| وجه المقارنة                                              | الإكوادور                      | السعودية        |
| --------------------------------------------------------- | ------------------------------ | --------------- |
| المساحة (كم2)                                             | 283.56 ألف                     | 2.25 مليون      |
| عدد السكان (نسمة)                                         | 16.62 مليون                    | 33.00 مليون     |
| الكثافة السكانية (ن./كم²)                                 | 58.61                          | 14.67           |
| العاصمة                                                   | كيتو                           | الرياض، الدرعية |
| اللغة الرسمية                                             | اللغة الإسبانية، كيشوا ‏، شوار ‏ | اللغة العربية   |
| العملة                                                    | دولار أمريكي، سوكري إكوادوري   | ريال سعودي      |
| الناتج المحلي الإجمالي (بليون دولار)                      | 103.06 مليار                   | 683.83 مليار    |
| الناتج المحلي الإجمالي (تعادل القوة الشرائية) بليون دولار | 185.24 مليار                   | 1.69 تريليون    |
| الناتج المحلي الإجمالي الاسمي للفرد دولار أمريكي          | 6.21 ألف                       | 20.48 ألف       |
| الناتج المحلي الإجمالي للفرد دولار أمريكي                 | 11.37 ألف                      | 52.01 ألف       |
| مؤشر التنمية البشرية                                      | 0.746                          | 0.837           |
| رمز المكالمات الدولي                                      | +593                           | +966            |
| رمز الإنترنت                                              | .ec                            | .sa             |
| المنطقة الزمنية                                           | 00                             | ت ع م+03:00     |

## منظمات دولية مشتركة
يشترك البلدان في عضوية مجموعة من المنظمات الدولية، منها:
| علم المنظمة | اسم المنظمة                        | تاريخ انضمام الإكوادور | تاريخ انضمام السعودية |
| ----------- | ---------------------------------- | ---------------------- | --------------------- |
|             | يونسكو                             | 22 يناير 1947          | 4 نوفمبر 1946         |
|             | البنك الدولي للإنشاء والتعمير      | 28 ديسمبر 1945         | 26 أغسطس 1957         |
|             | منظمة حظر الأسلحة الكيميائية       | ?                      | ?                     |
|             | الأمم المتحدة                      | 21 ديسمبر 1945         | 24 أكتوبر 1945        |
|             | مؤسسة التمويل الدولية              | 20 يوليو 1956          | 18 سبتمبر 1962        |
|             | وكالة ضمان الاستثمار متعدد الأطراف | 12 أبريل 1988          | 12 أبريل 1988         |
|             | الاتحاد البريدي العالمي            | ?                      | ?                     |
|             | مؤسسة التنمية الدولية              | 7 نوفمبر 1961          | 30 ديسمبر 1960        |
|             | منظمة الشرطة الجنائية الدولية      | ?                      | 13 يونيو 1956         |
|             | منظمة التجارة العالمية             | ?                      | 11 نوفمبر 2005        |
|             | المنظمة الهيدروغرافية الدولية      | ?                      | 8 أبريل 2002          |
|             | الاتحاد الدولي للاتصالات           | 17 أبريل 1920          | 7 فبراير 1949         |

## وصلات خارجية
- موقع وزارة الخارجية الإكوادورية
- موقع وزارة الخارجية السعودية